# Jody en het hertejong

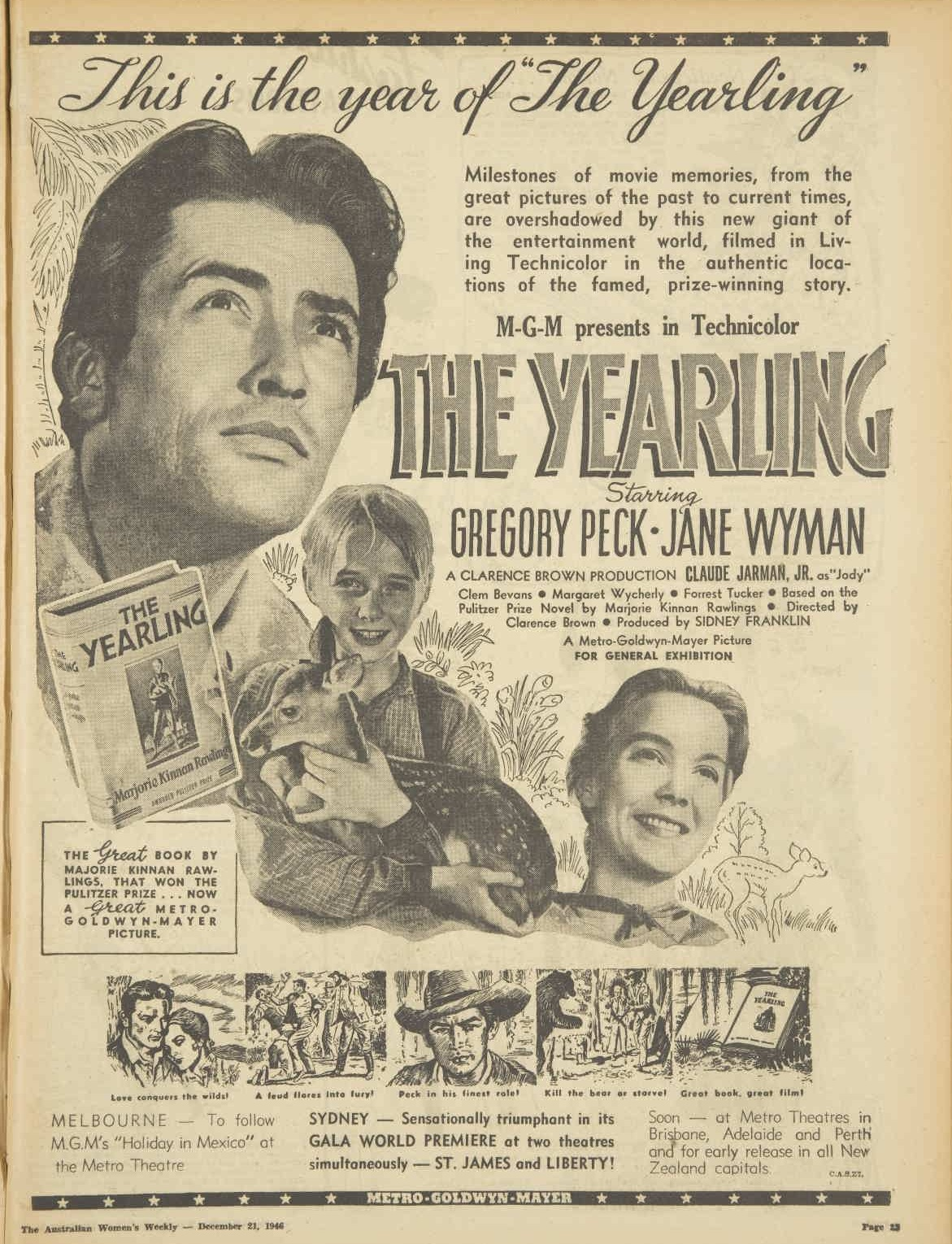
Advertentie voor de film The Yearling (1946)

Jody en het hertejong (oorspronkelijke titel: Kojika monogatari) is een Japanse animeserie die van 1983 tot 1985 liep en waarvan 52 afleveringen zijn gemaakt. In Nederland is de serie nagesynchroniseerd en uitgezonden vanaf 10 maart 1988.
De serie is een bewerking van het boek "The Yearling" (1938) van Marjorie Kinnan Rawlings. Het gaat over een Amerikaans pioniersgezin waarvan de zoon een jong hertje adopteert, dat echter de oogst steeds opeet en ten slotte doodgeschoten wordt. 
In 1946 werd het boek verfilmd als The Yearling, met Gregory Peck in de hoofdrol als de vader van Jody. Het boek uit die tijd bevat heel wat foto's uit de film.

## Met Nederlandse stemmen van
- Patty Paff als Jody
- Jody Pijper als Joep
- Huib Rooymans als vader van Jody
- Beatrijs Sluijter als moeder van Jody
- Ab Abspoel als vader van Joep